# Callasopia rosealis
Callasopia rosealis är en fjärilsart som beskrevs av Heinrich Benno Möschler 1889. Callasopia rosealis ingår i släktet Callasopia och familjen mott. Inga underarter finns listade i Catalogue of Life.